# Christian Gottlob Neefe
Christian Gottlob Neefe est un compositeur et chef d'orchestre allemand de la période classique, né à Chemnitz le 5 février 1748 et mort à Dessau le 28 janvier 1798. Il a été un professeur de musique important pour Ludwig von Beethoven.

## Biographie
Élève de la faculté de droit de Leipzig, il étudia la musique sous la direction de Johann Adam Hiller,. Établi à Bonn (1780), il devint organiste de la Cour du Prince-électeur de Cologne (1782) et fut le professeur de Ludwig van Beethoven (1783) auquel il enseigna le piano, l'orgue et les bases de la composition musicale.  
Bien que sympathisant des idées de la Révolution, il perdit son poste dans Bonn occupée par les troupes françaises (1794) et partit à Dessau dont il dirigea le théâtre jusqu'à sa mort. Il était franc-maçon et membre des Illuminés de Bavière. 
Neefe écrivit de nombreuses œuvres chorales, des lieder avec accompagnement de piano, des œuvres pour piano, de la musique de chambre. Parmi ses œuvres théâtrales figurent entre autres :
- Der Dorfbarbier, opéra (1771), écrit avec Hiller

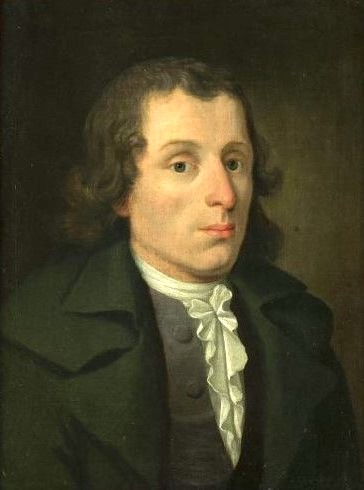
Portrait exposé à Bonn identifié à Christian Gottlob Neefe

- Die Apotheke, opéra (1771)
- Die Zigeuner, opéra (1777)
- Sophonisbe, drame lyrique (1778)
- Adelheit von Veltheim (1780)
- Der neue Gustsherr (1784)[1]